# Língua tem
Tem (Temba), ou Kotokoli (Cotocoli), é uma língua Gur falado em Togo, Gana e Benin. É usado também em nações vizinhas.
Em Gana, o povo Kotokoli vem de uma parte ao norte da região do rio Volta, uma cidade chamada Kuoe. Kuoe faz fronteira com Togo com um pequeno rio chamado rio Kuoe que o separa de Togo.

## Escrita
| Alfabeto   | Alfabeto | Alfabeto | Alfabeto | Alfabeto | Alfabeto | Alfabeto | Alfabeto | Alfabeto | Alfabeto | Alfabeto | Alfabeto | Alfabeto | Alfabeto | Alfabeto | Alfabeto | Alfabeto | Alfabeto | Alfabeto | Alfabeto | Alfabeto | Alfabeto | Alfabeto | Alfabeto | Alfabeto | Alfabeto | Alfabeto | Alfabeto | Alfabeto | Alfabeto | Alfabeto | Alfabeto | Alfabeto | Alfabeto | Alfabeto |
| ---------- | -------- | -------- | -------- | -------- | -------- | -------- | -------- | -------- | -------- | -------- | -------- | -------- | -------- | -------- | -------- | -------- | -------- | -------- | -------- | -------- | -------- | -------- | -------- | -------- | -------- | -------- | -------- | -------- | -------- | -------- | -------- | -------- | -------- | -------- |
| Maiúsculas | A        | B        | C        | D        | Ɖ        | E        | Ɛ        | F        | G        | Gb       | H        | I        | Ɩ        | J        | K        | Kp       | L        | M        | N        | Ny       | Ŋ        | Ŋm       | O        | Ɔ        | P        | R        | S        | T        | U        | Ʊ        | V        | W        | Y        | Z        |
| Minúsculas | a        | b        | c        | d        | ɖ        | e        | ɛ        | f        | g        | gb       | h        | i        | ɩ        | j        | k        | kp       | l        | m        | n        | ny       | ŋ        | ŋm       | o        | ɔ        | p        | r        | s        | t        | u        | ʊ        | v        | w        | y        | z        |

O tom alto é indicado por um acento agudo: á é ɛ́ í ɩ́ ó ɔ́ ú ʊ́, nenhum acento indica um tom baixo.
As vogais longas são indicadas dobrando a letra: aa ee ɛɛ ii ɩɩ oo ɔɔ uu ʊʊ, ambas são acentuadas id o tom é agudo: (áá etc.), apenas a primeira é acentuada se o tom for descendente (áa), apenas o o segundo é acentuado se o tom for ascendente (aá).

## Amostra  de texto
1.	Bɩgabaazɩya, adɛ na ɩsɔ́ɔ́dáá gɛ lsɔ́ɔ waalá.
2.	Adɛ nɛ́, kɩlɛ́ kɩvʊnlewáa yéḿ gɛ, nabʊ́rʊ fʊnvɛ́yɩ́ kɩrɔ; bɩka bɩrɩ́ŋa bɩjɔɔ́ɔ temenuú. Ɩsɔ́ɔ-dɛ́ɛ Kezeŋa wɛ́nvɛtɩ kʊ lɩ́m-rɔ.
3.	Bɩjɔɔ́ɔ nɛ́, ngɛ Ɩsɔ́ɔ sɩsɩ: «Bɩ́la ɖɛnyɛm,» ngɛ biivu bɩlá bɩlɛ́ ɖʊɖɔ.
4.	Ngɛ Ɩsɔ́ɔ waana sɩsɩ ɖɛnyɛm cɔɔ́ɔ kazɔ́ɔ. Ngɛ waadára ɖɛnyɛm na temenuú;